# Mariusz Milewski
Mariusz Milewski (ur. 12 stycznia 1981) – polski futsalista, piłkarz, piłkarz plażowy, zawodnik z pola, reprezentant Polski, zawodnik i dyrektor sportowy występującej w I lidze Legii Warszawa. Uczestnik Euro Winners Cup w 2015 roku w barwach KP Łódź.
Mariusz Milewski od sezonu 2019/2020 jest zawodnikiem Legii Warszawa, z którą wywalczył awans do I ligi. Przez sześć wcześniejszych sezonów Gatty Zduńska Wola, z którą w sezonie 2011/2012 zdobył Puchar Polski, a sezon później zajął trzecie miejsce w ekstraklasie. Wcześniej był zawodnikiem Hurtapu Łęczyca, z którym zdobył Mistrzostwo Polski w sezonie 2008/2009, a w sezonach 2007/2008 i 2009/2010 zajmował drugie miejsce w ekstraklasie. Z Hurtapem Milewski zdobył także Puchar Polski w sezonie 2009/2010 i Superpuchar Polski w 2009 roku. Grając dla Hurtapu wystąpił w trzech meczach UEFA Futsal Cup, w których strzelił jedną bramkę. Mariusz Milewski wystąpił w kilkudziesięciu meczach reprezentacji Polski.
Mariusz Milewski grał także w niższych ligach na otwartych boiskach. Był zawodnikiem m.in. KS-u Piaseczno, którego jest wychowankiem oraz Gwardii Warszawa. W sezonie 2000/2001 wystąpił w reprezentacji Mazowsza w UEFA Regions Cup.
Od 2018 Milewski jest również zawodnikiem Reprezentacji Polski w minifutbolu, w którą sięgnął po tytuł wicemistrza świata, podczas Mundialu rozgrywanego w Portugalii.